# Fortí de ''Mailly''
El Fortí de Mailly de pertany al terme comunal de Portvendres, de la comarca del Rosselló, a la Catalunya del Nord.
Està situat en el costat nord-est del port i de la vila de Portvendres.

## Història
El reducte o fortí fou construït el 1775 pel comte de Mailly (Augustin-Joseph de Mailly) mercès a les subvencions de Lluís XVI per a millorar i drenar el port. Se situa davant per davant del Fortí del Fanal (inscrit com a monument històric el 1933). Va ser destruïda el 19 d'agost del 1944 pel 19è exèrcit alemany, que van fugir de la regió després d'haver-la ocupada el novembre del 1942 i van fer saltar pels aires els seus dipòsits de municions i nombroses mines marines, que va destruir quasi del tot la vila sencera. El Fortí de Mailly està inscrit com a monument històric des del 1991.

### Històric de l'armament
- Bateria francesa (Marina nacional) el 1939: 2 peces de 95 mm Model 1888 sobre plataforma
- Ocupació alemanya
  - Febrer del 1943: Hallbatterie 1/MAA 610: 3 peces de 95 mm Model 1888 (1 peça procedent de la bateria del Cap d'Ullastrell)
  - Juliol del 1943: 4/MAA 615
  - Abril del 1944: 2/MAA 615 
    - MKB Mailly (Marine - Küsten - Batterie) 72 marins, després 66, més tard 79
    - Punt de suport núm. Wn Lgs 032
    - 1 morter de 8,14 cm Gr W
    - 3 canons de DCA francès de 2,5 cm Flak 39 (f) (retirats a principis del 1944)
    - 1 canó de 7,5 cm FK sobre plataforma, més tard reemplaçat per un 7,62 cm FK 39 (r) (canó rus)

- Juny del 1944: Alarmflakbatterie. Les peces de 95 foren retirades i reemplaçades per 4 peces de 7,5 cm Flak M.33 (f) (canó de DCA francès model 1933)
  - 3 canons de 3,7 cm Flak.